# (7394) Xanthomalitia
(7394) Xanthomalitia ist ein Asteroid des äußeren Hauptgürtels. Er wurde am 18. August 1985 vom sowjetisch-russischen Astronomen Nikolai Stepanowitsch Tschernych am Krim-Observatorium (IAU-Code 095) in Nautschnyj, etwa 30 km von Simferopol entfernt, in der Ukraine entdeckt.
Der Asteroid wurde am 24. Januar 2000 nach dem sowjetischen Astronomen Leonid Wassiljewitsch Ksanfomaliti (1932–2019) benannt.